# Detroit Pistons 1996-1997
La stagione 1996-97 dei Detroit Pistons fu la 48ª nella NBA per la franchigia.
I Detroit Pistons arrivarono terzi nella Central Division della Eastern Conference con un record di 54-28. Nei play-off persero al primo turno con gli Atlanta Hawks (3-2).

## Roster
| N° | Naz.                   | Ruolo | Sportivo           | Anno | Alt. | Peso |
| -- | ---------------------- | ----- | ------------------ | ---- | ---- | ---- |
| 1  | Stati Uniti (bandiera) | G     | Lindsey Hunter     | 1970 | 188  | 77   |
| 2  | Stati Uniti (bandiera) | GA    | Stacey Augmon      | 1968 | 198  | 93   |
| 3  | Stati Uniti (bandiera) | G     | Randolph Childress | 1972 | 188  | 85   |
| 4  | Stati Uniti (bandiera) | G     | Joe Dumars         | 1963 | 191  | 86   |
| 6  | Stati Uniti (bandiera) | A     | Terry Mills        | 1967 | 208  | 104  |
| 9  | Stati Uniti (bandiera) | G     | Litterial Green    | 1970 | 185  | 84   |
| 12 | Stati Uniti (bandiera) | GA    | Michael Curry      | 1968 | 196  | 95   |
| 13 | Stati Uniti (bandiera) | A     | Jerome Williams    | 1973 | 206  | 93   |
| 23 | Stati Uniti (bandiera) | G     | Aaron McKie        | 1972 | 196  | 95   |
| 30 | Stati Uniti (bandiera) | G     | Kenny Smith        | 1965 | 191  | 77   |
| 33 | Stati Uniti (bandiera) | A     | Grant Hill         | 1972 | 203  | 102  |
| 42 | Stati Uniti (bandiera) | AC    | Theo Ratliff       | 1973 | 208  | 102  |
| 43 | Stati Uniti (bandiera) | A     | Grant Long         | 1966 | 203  | 102  |
| 44 | Stati Uniti (bandiera) | AC    | Rick Mahorn        | 1958 | 208  | 109  |
| 50 | Stati Uniti (bandiera) | AC    | Otis Thorpe        | 1962 | 206  | 102  |
| 52 | Stati Uniti (bandiera) | A     | Don Reid           | 1973 | 203  | 113  |

## Staff tecnico
- Allenatore: Doug Collins
- Vice-allenatori: Alvin Gentry, Brian James, Johnny Bach, John Hammond